# Котелянский, Самуил Соломонович
Самуи́л Соломо́нович Котеля́нский (при рождении Шмил Аврум-Шлоймович Котелянский, в семье известный под уменьшительным именем Шмилик и среди друзей как Кот (англ. Kot); 28 февраля 1880, Острополь, Новоград-Волынский уезд, Волынская губерния — 21 января 1955, Лондон) — британский переводчик, издатель и литературовед.

## Биография
Родился 28 февраля 1880 года в Острополе, где его родители Аврум-Шлойме Котелянский (1853—1920) и Бейла Котелянская (урождённая Геллер, 1852—1930) владели мельничным хозяйством; отец также занимался зерноторговлей, мать — уроженка Аннополя — занималась торговлей сукном на дому. Единственным языком в семье был идиш, на котором были написаны сохранившиеся в архиве Котелянского воспоминания его матери. По местным меркам, семья была зажиточной и все дети получили традиционное еврейское образование, сам Котелянский с детства владел древнееврейским языком. Учился в гимназиях в Острополе и Житомире, затем продолжил обучение в Одессе, где был вовлечён в революционные события. В 1900—1906 годах находился под гласным надзором полиции и не имел возможности выезда из Острополя, после снятия надзора уехал в Киев и поступил на Высшие коммерческие курсы — позже переименованные в Киевский коммерческий институт, который он окончил в 1910 году. В эти же годы увлёкся русской литературой.

В 1911 году эмигрировал в Великобританию и вскоре начал посещать связанные с группой Блумсбери мероприятия. В июле 1914 года познакомился с Д. Г. Лоуренсом, с которым был близок до конца жизни и вёл активную переписку. Работал переводчиком в юридической конторе Р. С. Златковского, обслуживающей преимущественно русскую клиентуру.

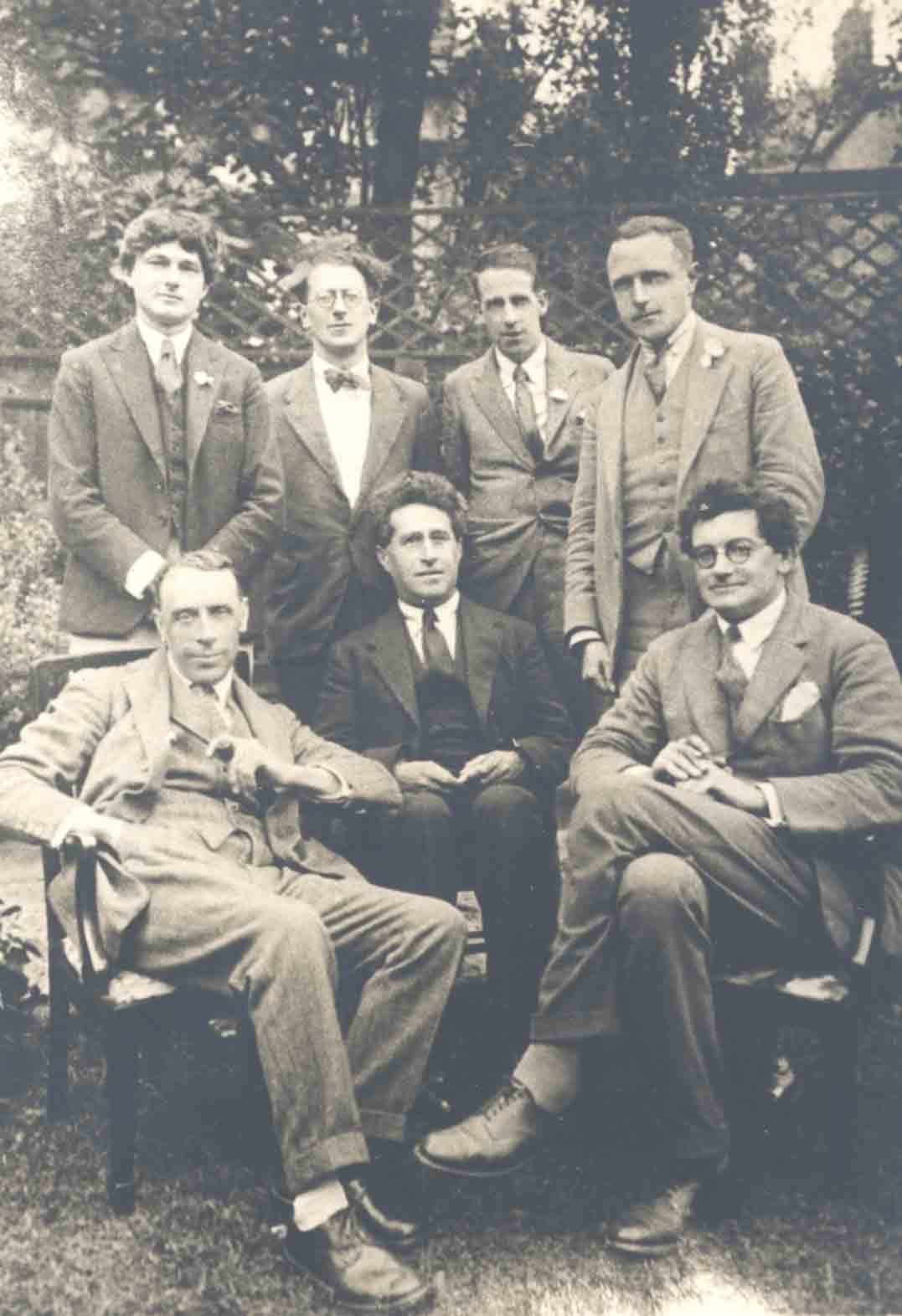
Слева направо, стоят: Марк Гертлер, Hewy Levy, Уолтер Тернер, Эдвард Артур Милн; сидят: Ральф Ходжсон, Дж. Уи. Н. Салливан, С. С. Котелянский. Лондон, 1928.

На протяжении 1910-х — 1920-х годов занимался переводами классической русской литературы на английский язык, в том числе Л. Н. Толстого, Ф. М. Достоевского, А. П. Чехова, А. М. Горького, В. В. Розанова, Л. И. Шестова, А. И. Куприна, И. А. Бунина, З. Н. Гиппиус, большинство из которых стали первым переводами этих произведений на английский язык. Также издавал составленные им сборники воспоминаний и литературоведческих работ современных русских литераторов о писателях предшествующего поколения, для чего привлекал современных русских писателей, с которыми состоял в переписке. В это же время он стал вхож в дом Леонарда и Вирджинии Вулф, которые издавали его переводы в принадлежащем им издательстве Hogarth Press. Некоторые из переводов приобрели значительную известность и он привлёк к работе над ними Вирджинию Вулф, Д. Г. Лоуренса и Кэтрин Мэнсфилд. Последняя стала его ближайшим другом до своей смерти в 1923 году, как и её муж Джон Миддлтон Мерри. В круг его близких друзей также входили Марджори Уэллс (невестка Герберта Уэллса, с которой он познакомился, когда учил её мужа разговорной русской речи) и художник Марк Гертлер. Известны два портрета Котелянского работы Гертлера (1921, 1930), сохранилась также их переписка до смерти художника в 1939 году. В октябре 1915 года Кэтрин Мэнсфилд и Д. М. Мерри уехали из Сент-Джонс-Вуда, а в их доме поселился С. С. Котелянский, который жил там до последних дней жизни.
С Кэтрин Мэнсфилд Котелянский работал над переводом «Дневника революции» Максима Горького (остался неопубликованным), над воспоминаниями Горького о Леониде Андрееве, которые вышли в журнале «Dial» в июне–августе 1924 года. Вирджиния Вулф была привлечена к переводам черновых вариантов Ф. М. Достоевского к «Братьям Карамазовым» (исповедь Ставрогина) и планам «Жития великогогрешника» (1922). Деятельность С. С. Котелянского способствовала не только распространению малоизвестных произведений классической русской литературы, но и знакомству англоязычной аудитории с современными авторами, а также значительно повлияла на развитие британского модернизма. Особенно интенсивно занимался С. С. Котелянский распространением литературного наследия А. П. Чехова, выпустив ряд собственных переводов его пьес, рассказов и писем, с множеством переизданий в составленных и прокомментированных самим Котелянским сборниках.
После раздора с Вулфами С. С. Котелянский основал собственное издательство «Koteliansky Press», где продолжил публиковать свои переводы из русской литературы, а также произведения других авторов и научную литературу. В 1923 году он также стал ответственным секретарём журнала «The Adelphi», где публиковались произведения Дилана Томаса, Кэтрин Мэнсфилд, Д. Л. Лоуренса и других литераторов близкого Котелянскому круга. Впоследствии он повздорил с издателем журнала Д. М. Мерри, который не смог простить ему рекомендацию доктора Ивана Манухина, чьё лечение рентгеновским облучением селезёнки не помогло Кэтрин Мэнсфилд справиться с чахоткой, и покинул его редакцию. В 1922—1939 годах сотрудничал с журналом «The Criterion», который издавал Т. С. Элиот.

## Публикации
- A. P. Tchekhov. The bet, and other stories. Boston: J. W. Luce & co., 1915.
- F. M. Dostoyevsky. The Dream of a Queer Fellow and The Pushkin Speech. London, 1915.
- F. M. Dostoyevsky. Pages from the journal of an author. Dublin and London: Maunsel and co., 1916.
- A. I. Kuprin. The river of life: and other stories. Translated from the Russian by S. Koteliansky and J. M. Murry. London, 1916.
- A. P. Chekhov. The house with the mezzanine, and other stories. New York: C. Scribner's Sons, 1917.
- Lev Shestov. All things are possible (Апофеоз беспочвенности). New York: R.M. McBride & Co., 1920; All Things Are Possible and Selected Essays. Animus Classics, 2021.
- Maxim Gorky. Reminiscences of Leo Nikolaevich Tolstoy. New York: B. W. Huebsch, 1920.
- Z. N. Gippius. The green ring: a play in four acts. London, 1921.
- Note-book of Anton Chekhov. Translated by S. S. Koteliansky and Leonard Woolf. New York: B. W. Huebsch, 1921.
- Maksim Gorky and others. Reminiscences of Anton Chekhov. New York: B. W. Huebsch, 1921.
- Autobiography of Countess Tolstoy. New York: B. W. Huebsch, 1922.
- F. M. Dostoyevsky. Stavrogin's confession and the plan of The life of a great sinner, with introductory and explanatory notes. Richmond: L. & V. Woolf, 1922.
- I. A. Bunin. The gentleman from San Francisco and other stories. Translated and edited by S. S. Koteliansky. London: Thomas Seltzer, 1923.
- A. B. Goldenveizer. Talks with Tolstoi. London, 1923.
- Dostoevsky: letters and reminiscences. New York: A. A. Knopf, 1923.
- A. P. Chekhov. The lady with the toy dog, and other famous short stories. Translated from the Russian by S. S. Koteliansky. London, 1924.
- The life and letters of Anton Tchekhov. Translated and edited by S. S. Koteliansky. London, 1925.
- Dostoevsky portrayed by his wife: the Diary and Reminiscences of Mme. Dostoevsky. Translated from the Russian by S. S. Koteliansky. London: G. Routledge, 1926.
- A. P. Chekhov. The Wood Demon: a comedy in four acts. London: Chatto and Windus, 1926.
- Anton Tchekhov: literary and theatrical reminiscences. Translated and edited by S. S. Koteliansky. London, 1927.
- V. V. Rozanov. Solitaria. Other biographical material, and matter from The Apocalypse of Our Times. Translated by S. S. Koteliansky. London: Wishart & Co., 1927.
- V. V. Rozanov. The Fallen Leaves. London, 1927.
- Maksim Gorky and others. Reminiscences of Leonid Andreyev. New York: Crosby Gaige, 1928.
- New Dostoevsky letters. London: Mandrake Press, 1929.
- F. M. Dostoyevsky. The Grand Inquisitor. Translated By S. S. Koteliansky. Introduction By D. H. Lawrence. London: Elkin, Mathews and Marot, 1930.
- A. P. Chekhov. Plays and Stories. London: J.M. Dent & sons, 1937.
- Russian short stories, Selected and translated by S. S. Koteliansky. Harmondsworth: Allen Lane, Penguin Books, 1941.